# Vignogn
Vignogn (tot 1983 officieel in het Duits Vigens) is een plaats en voormalige gemeente in het Zwitserse kanton Graubünden, behorend tot de gemeente Lumnezia. Vignogn telt 154 inwoners en vormde tot eind 2012 een afzonderlijke gemeente.

## Geschiedenis
Vignogn is op 1 januari 2013 gefuseerd met Cumbel, Degen, Lumbrein, Morissen, Suraua, Vella en Vrin tot de gemeente Lumnezia.
- Historisch woordenboek van Zwitserland: 001462
- Virtual International Authority File: 241216661
- WorldCat: E39PBJht6Y4Hp7mqfDB3qB3hHC